# ケネディ (バフィーの登場人物)
ケネディ (Kennedy) は、アメリカ合衆国のテレビドラマ『バフィー 〜恋する十字架〜』および同作品のコミック版に登場する架空の人物。
テレビドラマで彼女を演じた女優はメキシコ生まれのイヤリ・リモン (Iyari Limon)。

## 特徴
ニューヨーク出身のバンパイア・スレイヤー。
初登場はテレビドラマの第7シーズン第10話『夜の闇に抱かれて』。このエピソードでスレイヤー候補生の一人として登場した。
第13話の『内なる殺人者』でウィローと恋に落ちる。
サニーデールを去った後はウィローと行動を共にしていたが、コミック『Godnesses & Monsters』でウィローに魔法学校に通うよう助言する。
その後、ウィローと別居した。
『Swell』では後輩のサツとともに日本に勤務。『Retreat』からウォッチャー・カウンシル（後見人委員会）の本部勤務になる。
コミック『Last Gleaming』でスレイヤーとしての力を失い、ウィローの前から去る。

## 関連する人物
ウィロー・ローゼンバーグ
魔女。
サツ
後輩のバンパイア・スレイヤー。